# Nella Martinetti
Nella Martinetti (Brissago, 21 de enero de 1946 – Männedorf, 29 de julio de 2011) fue un compositora y cantante suiza, conocida como "Bella Nella".
En 1986, se convirtió en la primera ganadora del Grand Prix der Volksmusik con la canción "Bella Musica", que ella mismo compuso. En 1987, junto a Atilla Şereftuğ, fueron los artífices de que una desconocida cantante canadiense llamada Céline Dion quisiera ser la representante suiza en el Festival de la Canción de Eurovisión 1988, donde ganaría con la canción "Ne partez pas sans moi", compuesta por ellos dos.
Martinetti se unió mediante unión civil con su pareja Marianne Schneebeli en 2009. Moriría en Männedorf a los 65 años a causa de un cáncer pancreático.